# Ben Gahlert
Ben Gahlert (* 17. Februar 2000 in Nürnberg) ist ein deutscher Basketballspieler.

## Laufbahn
Gahlert spielte als Jugendlicher zunächst Fußball und spielte unter seinem Vater als Trainer. Im Alter von 13 Jahren begann er bei Noris Baskets seine Basketball-Vereinslaufbahn. Zunächst betrieb er die beiden Sportarten gleichzeitig, mit seinem Wechsel in die Jugendabteilung der Nürnberg Falcons BC (beziehungsweise dessen Vorgängerklub Rent4office Nürnberg) stellte er die Fußballstiefel in die Ecke und legte sein Augenmerk vollständig auf Basketball.
Mit dem Beginn des Spieljahres 2016/17 schaffte Gahlert den Sprung ins Aufgebot des Regionalligisten TS Herzogenaurach, dem Kooperationsverein der Nürnberger Falken. In der Saison 2017/18 verbuchte er zusätzlich zu seinen Einsätzen im Nachwuchsbereich sowie in Herzogenaurach erste Spielminuten für die Nürnberger Mannschaft in der 2. Bundesliga ProA. Im Spieljahr 2018/19, in dem er mit Nürnberg als ProA-Vizemeister den Aufstieg in die Basketball-Bundesliga bewerkstelligte, kam Gahlert in 15 Spielen zum Einsatz und erzielte im Durchschnitt 0,3 Punkte je Begegnung.
Zur Saison 2019/20 wechselte er ans Limestone College in den US-Bundesstaat South Carolina, um dort in der zweiten NCAA-Division zu spielen und zu studieren. In der Saison 2021/22 erzielte er für die Hochschulmannschaft 15,8 Punkte je Begegnung, 2022/23 waren es dann 14,5 Punkte im Durchschnitt. In der Saison 2023/24 spielte er für die Mannschaft der Lynn University (ebenfalls zweite NCAA-Division) in Florida und kam statistisch auf 12 Punkte je Einsatz.